# Dendrobium erectum
Dendrobium erectum är en orkidéart som beskrevs av Rudolf Schlechter. Dendrobium erectum ingår i släktet Dendrobium, och familjen orkidéer. Inga underarter finns listade i Catalogue of Life.